# Thor – Der unbesiegbare Barbar
Thor – Der unbesiegbare Barbar ist ein italienischer Barbarenfilm aus dem Jahre 1983.

## Handlung
In mythischer Vorzeit wird Thor an einer Kultstätte geboren. Unmittelbar nach seiner Geburt erscheint der feindliche Häuptling Gnut mit seinen Kriegern und tötet Thors Eltern. Der Schamane Etna rettet Thor; das Schwert des Vaters lässt er, damit es nicht in Gnuts Hände fällt, durch Magie verschwinden.
Da Etna aufgrund seherischer Fähigkeiten weiß, dass Thor dazu bestimmt ist, eines Tages der größte Herrscher der Welt zu werden, zieht er ihn auf und vermittelt ihm alles nötige Wissen. Als es an der Zeit ist, eröffnet er Thor seine mehrteilige Aufgabe: Er muss den Menschen den goldenen Samen bringen, das Schwert seines Vaters wiederfinden und anschließend dessen Tod rächen, um danach prophezeiungsgemäß ein großer Herrscher zu werden.
Thor beginnt sein Werk, indem er zunächst eine Gruppe umherziehender Menschenfresser besiegt, die von ihnen gefangene Frau befreit und dann an ihr unter Anleitung Etnas die Sexualität kennenlernt. Zwei überlebende Menschenfresser töten in einem darauffolgenden Angriff diese Frau, so dass nichts mehr Thor hält und er loszieht, um seine Bestimmung zu erfüllen. Etna begleitet ihn in Gestalt einer Eule und nimmt nur gelegentlich menschliche Gestalt an.
Thor überwindet einen mit Zauberkräften versehenen Brückenwächter, besiegt drei Amazonen, von denen er eine namens Ino am Leben lässt und vergewaltigt, um sie dann zunächst als Gefangene mitzunehmen. Wenig später wird er selbst zum Gefangenen eines Stammes, der ihn zu opfern beabsichtigt. In einem günstigen Moment wird er von Ino befreit und entwendet den goldenen Samen, bei welchem es sich um Getreidekörner handelt.
Unterwegs überwindet Thor unfreundlich eingestellte Feinde an einer Furt und erreicht dann ein Dorf, dessen Bewohner in ihm den prophezeiten Herrscher erkennen. Thor führt mittels des mitgebrachten Getreides den Ackerbau ein und übt für einige Zeit die Herrschaft aus, bis abermals Gnut und seine Krieger erscheinen. Sie überfallen das Dorf, brennen Thor die Augen aus und lassen ihn blind durch die Welt wandern, während seine Frau Ino Gnuts Gefangene ist.
Die Gottheit The-Shan nimmt sich Thors an und gibt ihm sein Augenlicht zurück. Daraufhin erscheint auch der Schamane Etna wieder, bringt Thor ein Pferd und weist ihn an, das Schwert seines Vaters zu finden und sodann Gnut zu vernichten. Dies alles gelingt Thor, und er kann seinen Platz als Herrscher wieder einnehmen.

## Kritik
„Die armen Wichte, die hier agieren, würden in der Laienspielgruppe des St. Kützelmütz-Gymnasiums in Hünxe nicht einmal den Vorhang bedienen dürfen. - Zum Abgewöhnen.“

„Der wiederbelebte mythologische Film hier in einem Nebenprodukt von absoluter Nichtigkeit“, meinte auch Segnocinema.

## Bedeutung
Unter den zahlreichen B-Filmen, die im Gefolge von Conan der Barbar vor allem in Italien produziert wurden, nimmt Thor – Der unbesiegbare Barbar eine Sonderstellung ein. Es handelt sich nach Ansicht vieler Kritiker um den schlechtesten Beitrag zum Genre des Barbarenfilms. Die Billigkeit der Produktion wird bereits dadurch offenbar, dass auf Kulissen nahezu völlig verzichtet wurde, sieht man von drei instabilen Strohhütten ab, die ein Dorf eher symbolisieren als darstellen.
Abgesehen von wenigen Szenen in einer Höhle und am Strand spielt sich nahezu das gesamte Geschehen im Wald und auf Wiesen ab. Die Gleichgültigkeit und Nachlässigkeit, mit denen der Film produziert wurde, spiegelt sich in zahlreichen weiteren Einzelheiten. So wurde Thors Vater mit einem Pfeilschuss durch den Hals getötet. Als Thor jedoch später den Schädel seines Vaters findet, steckt der Pfeil in der Augenhöhle. Als Etna Thor das Pferd präsentiert, tut er dies mit den Worten „Die Menschen werden es eines Tages Pferd nennen“ – ungeachtet der Tatsache, dass er selbst es soeben bereits „Pferd“ nannte. Auch für Komparsen war augenscheinlich kaum Budget vorhanden, da Thors Volk im letzten Teil des Films nie mehr als höchstens zwei Dutzend Untertanen umfasst; dennoch wird er ohne ersichtlichen Grund als größter Herrscher der Erde bezeichnet.